# Španjolska ženska rukometna reprezentacija
Španjolska ženska rukometna reprezentacija predstavlja državu Španjolsku u športu rukometu.
Krovna organizacija:

## Nastupi naEP
Njemačka 1994.: ...

Danska 1996.: ...

Nizozemska 1998.: 12. mjesto

Rumunjska 2000.: ...

Danska 2002.: 13. mjesto

Mađarska 2004.: 8. mjesto

Švedska 2006.: 9. mjesto 

Makedonija 2008.  2. mjesto 

Hrvatska i Mađarska 2014.  2. mjesto

## Nastupi naMI
Tunis 2001.: 2. mjesto

Almería 2005.: 1. mjesto